# Шегреніт
Шегреніт (рос. шегренит, шёгренит, сьёгренит; англ. sjogrenite; нім. Sjögrenit m) — мінерал, основний водний карбонат магнію і заліза шаруватої будови. Названий за прізвищем шведського мінералога Г. Шегрена (H. Sjögren), C.Frondel, 1940. Синоніми: сьогреніт.

## Опис
Хімічна формула: Mg6Fe2[(OH)16|CO3]•4H2O.
Містить (%): MgO — 36,57; Fe2O3 — 24,13; CO2 — 6,65; H2O — 32,65.
Сингонія гексагональна. Форми виділення: тонкі пластинки по (0001). Спайність досконала по (0001). Густина 2,11. Тв. 3,0. Колір жовтуватий до коричне-білого. У шліфах безбарвний. Прозорий. Блиск восковий до скляного, на площинах спайності перламутровий полиск. Пластинки гнучкі, але не еластичні. Крихкий.

## Поширення
Зустрічається в доломітизованих вапняках скарнових родовищ. Супутні мінерали: кальцит, піроаурит (паралельні зростання). Рідкісний. Знахідки: копальня Мосс (Нордмаркен) і родов. Лонґбан (Швеція).

## Інші значення
Маловивчений фосфат заліза (J.A.Krenner, 1910).